# Sphaerangium brisbanicum
Sphaerangium brisbanicum là một loài rêu trong họ Pottiaceae. Loài này được (Müll. Hal.) A. Jaeger mô tả khoa học đầu tiên năm 1873.